# Luigi Rotelli
Luigi Rotelli (Corciano, 26 luglio 1833 – Roma, 15 settembre 1891) fu nominato cardinale della Chiesa cattolica da papa Leone XIII.

## Biografia
Nacque a Corciano il 26 luglio 1833.
Papa Leone XIII lo elevò al rango di cardinale-prete nel concistoro del 1º giugno 1891.
Morì il 15 settembre 1891 all'età di 58 anni, prima di ricevere il berretto e il titolo. Dopo le esequie, la salma venne tumulata nel sacello di Propaganda Fide nel cimitero del Verano.

## Genealogia episcopale e successione apostolica
La genealogia episcopale è:
- Cardinale Scipione Rebiba
- Cardinale Giulio Antonio Santori
- Cardinale Girolamo Bernerio, O.P.
- Arcivescovo Galeazzo Sanvitale
- Cardinale Ludovico Ludovisi
- Cardinale Luigi Caetani
- Cardinale Ulderico Carpegna
- Cardinale Paluzzo Paluzzi Altieri degli Albertoni
- Papa Benedetto XIII
- Papa Benedetto XIV
- Cardinale Enrico Enriquez
- Arcivescovo Manuel Quintano Bonifaz
- Cardinale Buenaventura Córdoba Espinosa de la Cerda
- Cardinale Giuseppe Maria Doria Pamphilj
- Papa Pio VIII
- Papa Pio IX
- Cardinale Raffaele Monaco La Valletta
- Cardinale Luigi Rotelli

La successione apostolica è:
- Vescovo Carlo Giuseppe Testa (1885)